# Hanna Czeczott
Hanna Czeczott (1888-1982) fue una botánica polaca, que desarrolló actividades académicas en el Laboratorio de Paleobotánica, Museo de la Tierra, Varsovia.

## Algunas publicaciones
- 1975. Flora kopalna Turowa koło Bogatyni: praca zbiorowa. Systematyczny opis szczątków roślinnych. Nº 24 Prace Muzeum Ziemi. Editor Wydawnictwa Geologiczne, 167 pp.

- 1975. Prace paleobotaniczne. Editor Wydawn. Geologiczne, 167 pp.

- 1938. A Contribution to the Knowledge of the Flora and Vegetation of Turkey. Vol. 1 & 107 de Repertorium specierum novarum regni vegetabilis. Beih. 107. Editor Verlag des Repertoriums, 135 pp.

- 1937. The Distribution of Some Species in Northern Asia Minor and the Problem of Pontide. Editor Glouchcoff, 26 pp.

- 1934. Co to Jest Fagus feroniae Unger. 116 pp.

- 1933. A Study of the Variability of the Leaves of Beeches: F. Orientalis Lipsky, F. Silvatica L., and Intermediate Forms

- 1932. Diagnoses plantarum novarum in Anatolia septentrionali anno 1925 lectarum. Edición reimpresa

- La abreviatura «Czeczott» se emplea para indicar a Hanna Czeczott como autoridad en la descripción y clasificación científica de los vegetales.[1]